# Cantó de Duràs
El cantó de Duràs és un cantó francès del departament d'Òlt i Garona, situat al districte de Marmanda. Té 15 municipis i el cap és Duràs.

## Municipis
- Auriac de Dròt
- Balaiçagas
- Duràs
- Esclottes
- Lobèrs e Bernac
- Mostièr
- Pardalhan
- Sench Astier
- Senta Coloma de Duràs
- Sent Joan de Duràs
- Sant Sernin
- La Sauvetat de Dròt
- Savinhac de Duràs
- Somensac
- Vilanuèva de Duràs

## Història
| Data d'elecció                           | Identitat            | Partit | Qualitat |
| ---------------------------------------- | -------------------- | ------ | -------- |
| 1973-1998                                | Lucien Chollet       | UDF    |          |
| 1998-2004                                | Jean François-Poncet | UDF    |          |
| 2004-                                    | Bernadette Dreux     | UMP    |          |
| les dades anteriors no són pas conegudes |                      |        |          |
|                                          |                      |        |          |

## Demografia
| 1962  | 1968  | 1975  | 1982  | 1990  | 1999  | 2006  |
| ----- | ----- | ----- | ----- | ----- | ----- | ----- |
| 5.149 | 5.649 | 5.046 | 4.870 | 4.680 | 4.693 | 5.001 |